# Igreja de Nossa Senhora dos Milagres (Arrifes)
A Igreja de Nossa Senhora dos Milagres é uma igreja católica portuguesa localizada na freguesia de Arrifes, concelho de Ponta Delgada, na ilha açoriana de São Miguel.
Muito pouco se conhece a respeito deste templo. Sede de um curato bastante povoado, esta pequena igreja é sufragânea da igreja paroquial de Arrifes, invocada à Virgem da Saúde. Ignora-se data da sua fundação, porquanto não ser possível averiguar em face da carência de elementos encontrados a seu respeito. O Dr. Ernesto do Canto, na sua Noticia sobre as Igrejas e Altares de São Miguel, apenas assinala a sua existência, não dando qualquer apontamento sobre ela, donde se infere que já por esse tempo lhe faltavam elementos com vistas a sua história. Tudo, porém, leva a supor que a sua construção deverá ter decorrido por volta do meado de século XIX. Isto não só porque o estilo, semelhante a outros templos dessa época, o indica, como também pelo facto de, ainda no século XVIII e no início do século XIX, a Igreja de Nossa Senhora da Saúde não passar de uma ermida com cura.
No ano de 1730 a Alfândega pagava, dos impostos arrecadados, a esse cura, como pagamento da respectiva côngrua, três moios e 38 alqueires de trigo, e ainda uma quantia em dinheiro. Na nota das despesas feitas pela Fazenda Real, nas igrejas das freguesias da Ilha de São Miguel de 1631 a 1775, não se encontram quaisquer referências nem à ermida dos Milagres nem à da Saúde. Donde se conclui que a freguesia dos Arrifes só teve o seu grande desenvolvimento em princípios do século XIX, embora já fosse curato em 1719.